# Al-Hakam ben Abi al-As
Al-Hakam Ibn Abî al-`Âs Ibn Umayya ou Al-Hakam ibn Wa`il (arabe : ٱلْحَكِم بَن أَبِي ٱلْعَاصى بَن أُمَيَّة). Son père s'appelait Abû al-`Âs Wa`il d'où les deux noms sous lesquels on peut le trouver.
- Il était un petit-fils de l'éponyme de la dynastie omeyyade.
- Il était le père du quatrième calife omeyyade de Damas et huitième calife Marwân Ier.
- Il était un cousin germain de Abû Sufyân ibn Harb père du premier calife omeyyade Mu`âwîya Ier.
- Il était l'un des oncles du troisième calife `Uthman.

Al-Hakam est parfois considéré par les sunnites comme l'un des compagnons de Mahomet.
Al-Hakam et son fils Marwân sont allés résider à Tâ'if au sud de La Mecque. Mahomet les auraient chassés de Médine (ou de La Mecque ?), les exilant à Tâ'if.
Durant son califat, `Uthman cousin de Al-Hakam lui demanda de venir à La Mecque avec son fils. Une contestation entre Chiites et Sunnites à ce sujet, est de savoir :
- s'il y a eu condamnation à l'exil
- si cette condamnation était définitive ou temporaire
- si `Uthman a transgressé ou non les volontés du Prophète.

Il est sûr que Marwân profita du soutien de `Uthman pour devenir gouverneur de Médine (ou devenir son vizir).